# .hr
.hr è il dominio di primo livello nazionale assegnato alla Croazia.
Nel 2017 è stata superata la soglia dei 100 000 domini registrati.